# هاچ زنبور عسل (فیلم ۲۰۱۰)
هاچ زنبور عسل: ملودی شجاعت (昆虫物語 みつばちハッチ〜勇気のメロディ〜 Konchū Monogatari: Mitsubachi Hatchi: Yūki no Merodī, lit. داستان یک حشره: هاچ زنبور عسل: ملودی شجاعت) یک انیمهٔ بلند ژاپنی محصول سال ۲۰۱۰ است. این فیلم که از مجموعهٔ تلویزیونی هاچ زنبور عسل اقتباس شده، در گیشهٔ ژاپن در رتبهٔ ششم قرار گرفت. این فیلم آخرین محصول گروه تی‌ای‌سی قبل از بسته شدن آن در اوت ۲۰۱۰ بود.

## صداپیشگان نسخۀ فارسی
- سرپرست گویندگان: مهوش افشاری
- ناهید امیریان شمس‌آبادی در نقش هاچ
- فریبا رمضان‌پور در نقش مادر هاچ
- رزیتا یاراحمدی در نقش امی
- فریبا شاهین‌مقدم در نقش کفشدوزک
- مهسا عرفانی در نقش میورلی